# Кау (Гавайи)
Район Кау (англ. Kau; гав. Kaʻū — читается: Ка-уу) — южный и самый крупный (2388,5 км²) район округа Гавайи, штат Гавайи, США.

## История
Район «Кау» был известен как «Моку» (гав. Moku) у древних жителей острова Гавайи — один из шести первоначальных районов, или береговых секторов под руководством вождей.
Название происходит от полинезийского имени «Ка-уу» (в гавайских легендах известному как ʻKaʻū kua makaniʻ). На Самоа это имя звучит «Та-уу» (Taʻū), а в Микронезии — «Такуу» (Takuu).

## Описание
Район включает в себя поселения и населённые участки:
- South Point (Ka Lae)
- Hawaiian Ocean View Estates (HOVE)
- Hawaiian Ocean View Ranchos (HOVR), или Ocean View, Nīnole, Waiʻōhinu, Naʻālehu and Pāhala[2].

Большую часть района занимает Гавайский вулканический национальный парк на склонах вулканов Килауэа и Мауна-Лоа.
К основным природным достопримечательнастям относятся: 
- Кау (пустыня)

пляжи:
- Пуналуу (пляж) (Punaluʻu Black Sand Beach)
- Пляж Папаколеа (Mahana Beach; Papakōlea (Green Sand) Beach)
- Камило (пляж) (Kamilo Beach).
- Самая южная точка штата Гавайи и США. (South point).

К востоку граничит с Пуна (Гавайи), на западе с Южный Кона (Гавайи) и Северный Кона (Гавайи).
До 1996 года основной сельскохозяйственной культурой был сахарный тростник. Сейчас всё большее значение приобретают плантации горного кофе и орехов макадамия.
Проводится кофейный фестиваль в городе Пахала (Pāhala).

## Южная точка США
Самая южная точка в США находится в этом районе.
Это условно самая южная точка страны, так как существует ещё более южный американский остров Пальмира, однако, он имеет статус территории США.

## Вулканизм и землетрясения
Кау находится на склонах активных вулканов Килауэа и Мауна-Лоа.
Существуют опасности:
- затопления лавой (зоны опасности USGS № 1 и 2).
- землетрясений от вулканов и сползания земли в океан.
- постоянно дующие ветры (пассаты) приносят в этот район вулканические газы и вог с кислотными дождями.

2 апреля 1868 года на юго-восточном побережье острова Гавайи произошло землетрясение магнитудой 7,25-7,75 по шкале Рихтера. Оно вызвало оползень с Мауна-Лоа, в 8 км к северу от Пахалы, унёсший жизнь 31 человека.